# William Fortescue
Pour les articles homonymes, voir Fortescue.
William Henry Fortescue (5 août 1722 - 30 septembre 1806), est un pair et homme politique irlandais.

## Biographie

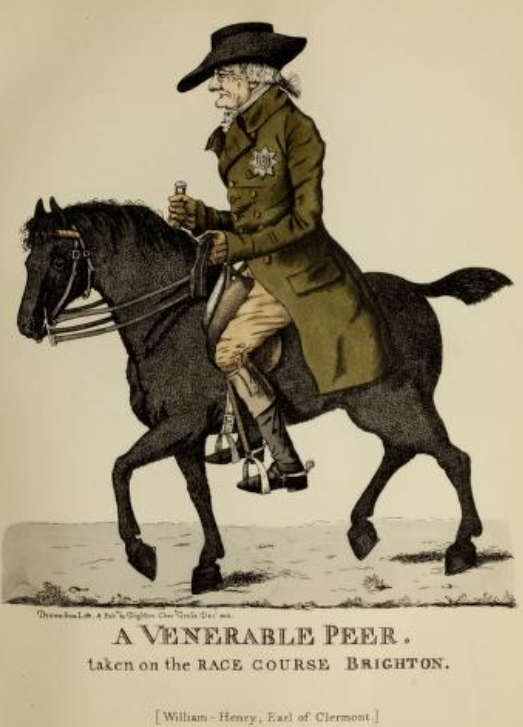
William Fortescue, 1er comte de Clermont, caricature de 1802

Il est le fils aîné de Thomas Fortescue (1683-1769), député de Dundalk. Son frère cadet est James Fortescue, député et conseiller privé.
Il est haut shérif de Louth en 1746. Il représente Louth à la Chambre des communes irlandaise de 1745 à 1760, puis à Monaghan Borough de 1761 à 1770. En 1768, il siège brièvement comme député de Dundalk avant de choisir de siéger dans l'arrondissement de Monaghan, pour lequel il avait également été élu. Il est nommé gouverneur et Custos Rotulorum du comté de Monaghan à vie en 1775, démissionnant juste avant sa mort en 1806. Il est créé comte de Clermont en 1777 et chevalier fondateur de l'ordre de Saint-Patrick le 30 mars 1795.Il est francophile et on pense qu'il a choisi Clermont comme nom de son comté.

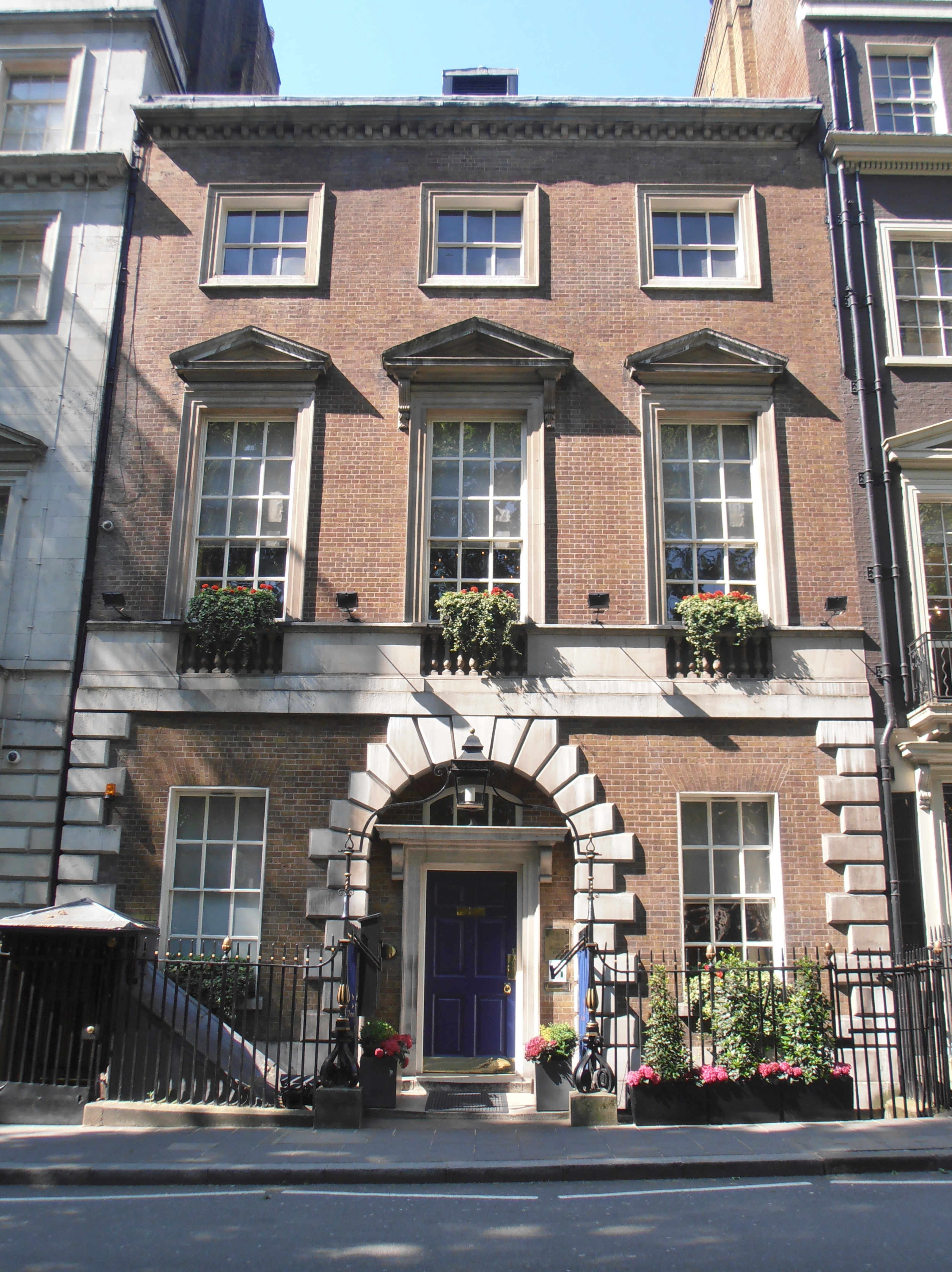
44 Berkeley Square, Londres, maison de ville de Lord Clermont

Il est passionné de courses hippiques et ses couleurs de course sont toutes pourpres. Il est connu dans les cercles de course comme le père du gazon et a remporté le Derby d'Epsom avec son cheval Aimwell.

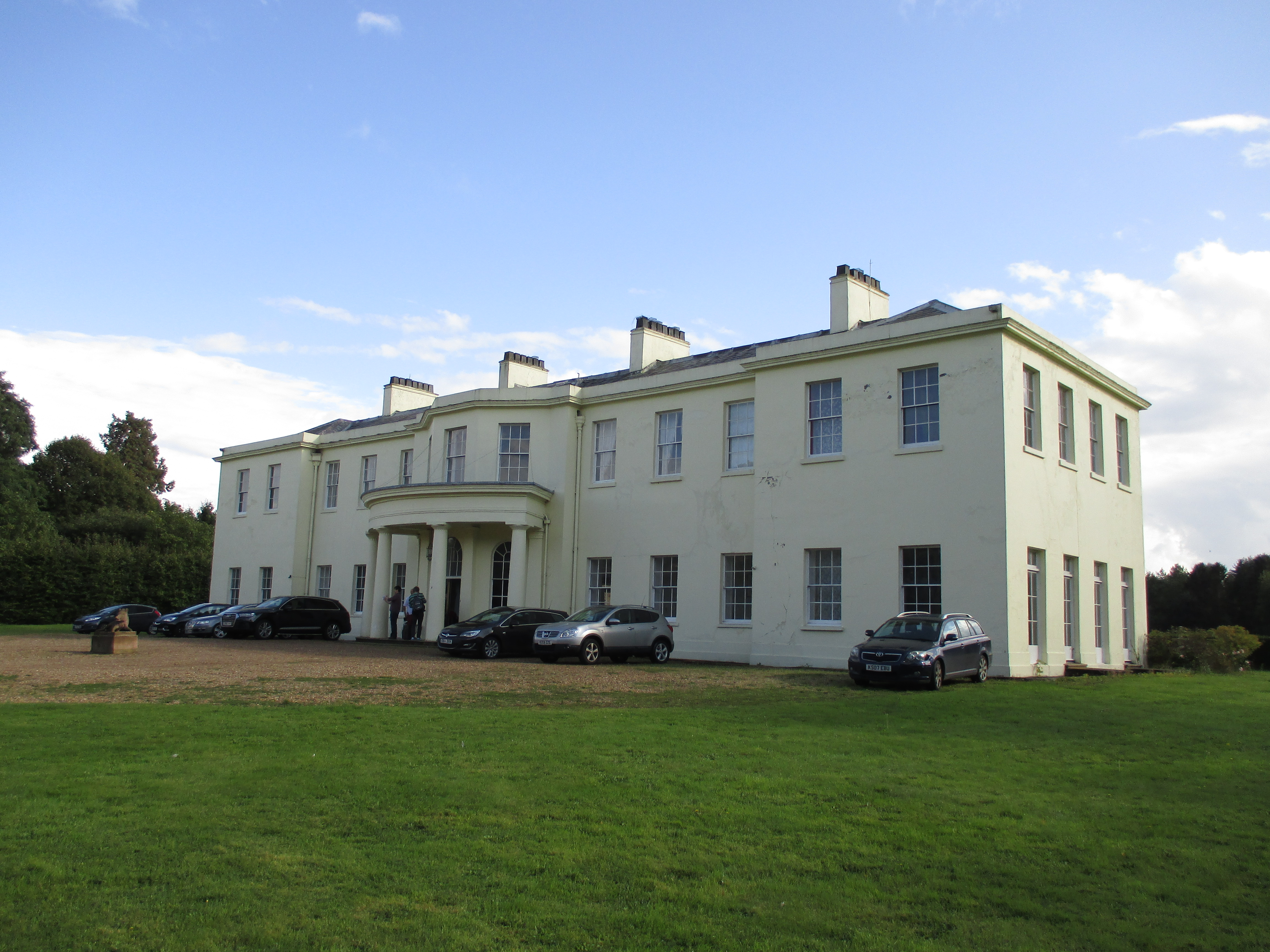
Clermont Hall dans la paroisse de Little Cressingham, Norfolk

Il a un domaine à Norfolk et sa maison de ville de Londres est 44 Berkeley Square à Mayfair, qu'il a achetée après la mort de son constructeur, Lady Isabella Finch (1700-1771), la fille de Daniel Finch, 7e comte de Winchilsea, 2e Comte de Nottingham. Au début des années 1960, il est devenu la maison du Clermont Club, un club de jeu, et son sous-sol et son jardin ont été occupés jusqu'en 2018 par la discothèque, Annabel's.

## Mariage et descendance
Il épouse Frances Cairnes Murray, une fille et cohéritière du colonel John Murray, député du comté de Monaghan, avec qui il a une fille unique, Louisa Fortescue.
Il est décédé à l'âge de 85 ans à Brighton le 29 septembre 1806, sans descendance mâle, et est enterré à l'église Little Cressingham à Norfolk, dans laquelle se trouve la paroisse Clermont Lodge (maintenant Clermont Hall), son pavillon de chasse. Comme il meurt sans descendance masculine, son comté de Clermont et sa baronnie de 1770 s'éteignirent, tandis que sa vicomté et sa baronnie de 1776 passent à son neveu William Charles Fortescue, qui est député de Louth puis du comté de Louth depuis 1796.

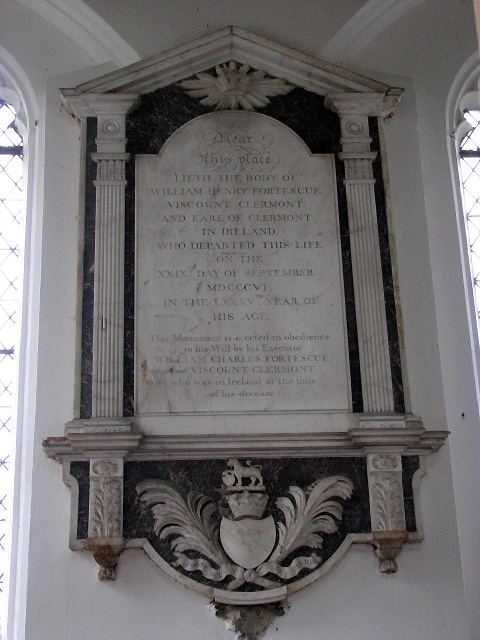
Monument mural de Lord Clermont à St Andrew's Church, Little Cressingham, Norfolk

Un monument mural existe dans l'église St Andrew, Little Cressingham.